# Aeropostal-Flug 253 (Juni 1956)
Der Aeropostal-Flug 253 (Juni 1956) (Flugnummer: VH253, Funkrufzeichen: AEROPOSTAL 253) war ein interkontinentaler Nonstop-Linienflug der Aeropostal von New York City nach Caracas. Am 20. Juni 1956 stürzte auf diesem Flug eine Lockheed L-1049E Super Constellation in den Atlantischen Ozean, nachdem eine Tragfläche nach einem Treibstoffschnellablass infolge eines Triebwerksdefekts Feuer gefangen hatte. Bei dem Unfall wurden alle 74 Insassen an Bord der Maschine getötet. Damit handelte es sich um den zu diesem Zeitpunkt schwersten Flugunfall der zivilen Luftfahrt, der jedoch nur zehn Tage später durch die Flugzeugkollision über dem Grand Canyon übertroffen wurde.

## Maschine
Die Maschine war eine 1954 gebaute Lockheed L-1049E Super Constellation mit der Werknummer 4561. Die Maschine wurde fabrikneu an die Aeropostal ausgeliefert, bei welcher sie mit dem Luftfahrzeugkennzeichen YV-C-AMR in Betrieb gehen sollte, jedoch schließlich als YV-C-AMS registriert wurde. Die Maschine erhielt darüber hinaus den Taufnamen Rafael Urdaneta. Das viermotorige Langstreckenflugzeug war mit vier luftgekühlten 18-Zylinder-Doppelsternmotoren vom Typ Curtiss-Wright R-3350 ausgerüstet, die jeweils eine Leistung von 2500 PS (1838 kW) hatten.

## Passagiere und Besatzung
Den Flug hatten 64 Passagiere angetreten, es befand sich außerdem eine zehnköpfige Besatzung an Bord. Die Maschine wurde zum Unfallzeitpunkt vom Flugkapitän Luis F. Plata gesteuert.

## Unfallhergang
Die Maschine startete am 19. Juni 1956 um 23:06 Uhr Ortszeit vom Flughafen New York-Idlewild zum Flug nach Caracas. Eine Stunde und 20 Minuten nach dem Start kontaktierte die Besatzung die Flugsicherung und bat um Erlaubnis, zum Startflughafen zurückzukehren, da Triebwerk Nr. 2 überdrehte. Das Triebwerk übertrug schwere Vibrationen auf die Flugzeugstruktur, und die Piloten waren außerstande, den Propeller in die Segelstellung zu bringen. Um 00:50 Uhr erklärten die Piloten Luftnotlage. Ein Flugzeug des United States Coast Guard wurde entsandt, um die Maschine zu begleiten. Um 01:29 Uhr begannen die Piloten, Treibstoff für eine Notlandung abzulassen. Unmittelbar nachdem mit dem Ablassen des Treibstoffs begonnen worden war, ging die Maschine in Flammen auf. Die Super Constellation geriet daraufhin außer Kontrolle und schlug 50 Sekunden nach Ausbruch des Feuers vor Asbury Park, New Jersey auf dem Atlantischen Ozean auf. Bei dem Unfall kamen alle 74 Insassen ums Leben.

## Unfalluntersuchung
Obwohl der Absturz von der Besatzung der Maschine der Küstenwache sowie der Besatzung einer in der Nähe befindlichen Maschine der Eastern Air Lines beobachtet wurde, konnte die Ursache des Unfalls nur schwer bestimmt werden. Erschwerend kam hinzu, dass ein Großteil des Wracks im Meer versunken war und nicht lokalisiert werden konnte. Es konnte lediglich eine begrenzte Menge an Treibgut gesichert werden. Ohne die exakte Unfallursache bestimmen zu können, vermuteten die Unfallermittler des Civil Aeronautics Board, dass es einen Defekt im Bereich des Treibstoffschnellablasssystems gegeben habe, wodurch sich Treibstoff in der Tragfläche ausbreitete, dessen Dämpfe sich vermutlich durch einen elektrischen Funken oder die Hitze des Abgasstromes entzündeten.